# 7469 Крикалев
7469 Крикалев (7469 Krikalev) — астероїд головного поясу, відкритий 15 листопада 1990 року.
Тіссеранів параметр щодо Юпітера — 3,211.